# Kärntner Landesregierung
Die Kärntner Landesregierung ist die oberste Instanz des Gesetzesvollzuges (Exekutive) der Landesgesetze des österreichischen Bundeslandes Kärnten. Sie setzt sich aus dem Landeshauptmann als ihrem Vorsitzendem, zwei Stellvertretern des Landeshauptmannes und vier Landesräten zusammen.  Mit Beginn der neuen Gesetzgebungsperiode im Jahr 2018 wurde das bisherige Proporzsystem, das bisher  die politische Zusammensetzung des Gremiums bestimmte, durch ein System, das auf die Erreichung von politischen Mehrheiten durch die Bildung von Koalitionen basiert, ersetzt.
Die derzeit amtierende Landesregierung in Kärnten ist seit dem 13. April 2023 die Landesregierung Kaiser III.

## Verwaltung
Die Verwaltung des Landes Kärnten als Körperschaft gliedert sich in das Amt der Kärntner Landesregierung, die Landesbehörden und die Anstalten des Landes. Bestimmte Aufgaben sind an ausgegliederte Rechtsträger delegiert worden. 

### Amt der Kärntner Landesregierung
Das Amt der Kärntner Landesregierung dient neben der Landesverwaltung auch der mittelbaren Bundesverwaltung. Vorstand ist der Landeshauptmann, Leiter des inneren Dienstes der Landesamtsdirektor. Es ist derzeit in zehn Abteilungen gegliedert.

### Landesbehörden
Landesbehörden sind
- das Landesverwaltungsgericht
- der Landesagrarsenat
- die Grundverkehrslandeskommission
- die Dienststelle für Landesabgaben
- die acht Bezirkshauptmannschaften
- die Bezirksgrundkommissionen

## Belege
1. ↑  Die Kärntner Landesregierung. Abgerufen am 9. April 2013 (Eigendarstelleung der Kärntner Landesregierung).
2. ↑  Landesbehörden. Amt der Kärntner Landesregierung, abgerufen am 22. Mai 2013.